# Marco Morandi
Marco Morandi (Roma, 12 febbraio 1974) è un cantante, attore e compositore italiano.

## Biografia
È figlio del cantante e attore Gianni Morandi e dell'attrice Laura Efrikian, fratello minore di Marianna Morandi e fratellastro del rapper Tredici Pietro, al secolo Pietro Morandi, figlio di Gianni e della sua seconda moglie Anna Dan. 
Studia violino dai 5 ai 15 anni. Nel 1997, con alcuni compagni di classe, fonda i Percentonetto che partecipano con successo a Sanremo Giovani e accedono alle serate finali del Festival di Sanremo 1998 con il brano Come il sole. 
Nel 1999 affianca il padre Gianni nelle quattro puntate di C'era un ragazzo, trasmesse su Raiuno. Nel 2000 affianca Enrico Silvestrin alla conduzione del programma musicale televisivo Taratata. Nel 2001 partecipa al film Liberate i pesci diretto da Cristina Comencini e interpretato da Michele Placido, Laura Morante, Emilio Solfrizzi, Francesco Paolantoni. Nel 2002 partecipa al Festival di Sanremo con il brano Che ne so e incide l'album Io nuoto a farfalla che prende il titolo dalla canzone omonima inedita di Rino Gaetano. Dal 2004 al 2006 fa parte con la compagnia dell'Artistica del cast del musical Gianburrasca Il Musical, vestendo i panni del protagonista Giannino Stoppani. 
Nel 2009 ha lavorato sul canale Pokeritalia 24 come conduttore di poker on-line. Dal 2008 canta Rino Gaetano, sua grande passione, in giro per l'Italia insieme ai Rinominati. Nel 2011 autoproduce il suo secondo album da solista "Non basta essere te". Nel 2012 produce e scrive, insieme ad Augusto Fornari e Toni Fornari, lo spettacolo: “Nel nome del padre storia di un figlio di…” in scena dal 2013.
L'8 ottobre 2013 all'Arena di Verona canta insieme al padre in occasione del Gianni Morandi - Live in Arena.
Marco ha partecipato come attore a numerosi spettacoli teatrali da commedie a musical, da teatro canzone a monologhi musicali:
- 2006 Corleone: La storia di Filippo Latino
- 2007 Galleria
- 2008 - 2010 Il mistero del calzino bucato
- 2011 Patchwork
- 2013 - 2022 NEL NOME DEL PADRE - storia di un figlio di...
- 2013 - 2016 Non c'è due senza te
- 2014 La vecchia Singer
- 2014 - 2015 Precari
- 2016 Insieme a te non ci sto più
- 2017 - 2022 Chi mi manca sei tu
- 2018 - 2022 Guccio!
- 2018 - 2020 Taxi a due piazze
- 2019 Le Parole e il mare
- 2019 Se devi dire una bugia...
- 2021 - 2022 Chiamatemi Mimì
- 2022 Parola di Wurlitzer
- 2022 - 2024 20 canzoni da portare su un'isola deserta
- 2024 - 2025 Benvenuti a casa Morandi

Dal 2024 ogni martedì conduce insieme a Gino Castaldo una rubrica musicale all'interno del programma televisivo Bellamà di Pierluigi Diaco in onda su Rai 2.

### Vita privata
Si è sposato il 28 settembre 2012 con Sabrina Laganà con la quale ha avuto tre figli: Jacopo, Tommaso e Leonardo. Nel 2023 la coppia si è separata.

## Filmografia
- Liberate i pesci!, regia di Cristina Comencini (2000)

## Discografia parziale

### Album
- 2002 - Io nuoto a farfalla
- 2011 - Non basta essere te

### Singoli
- 2002 - Che ne so (Ricordi, CD)
- 2002 - Nuoto a farfalla (Ricordi, CD)
- 2002 - 2perfetti sconosciuti (Ricordi, CD)
- 2011 - Devi essere super
- 2012 - Scacciare le nuvole nere
- 2022 - 109